# Латук татарский
Молока́н тата́рский, или лату́к татарский, или осо́т голубой (лат. Lactúca tatárica), — многолетнее травянистое растение, вид рода Латук (Lactuca).
Сорное растение с голубыми цветками, собранными в корзинки, с лопастными или рассечёнными листьями.

## Ботаническое описание

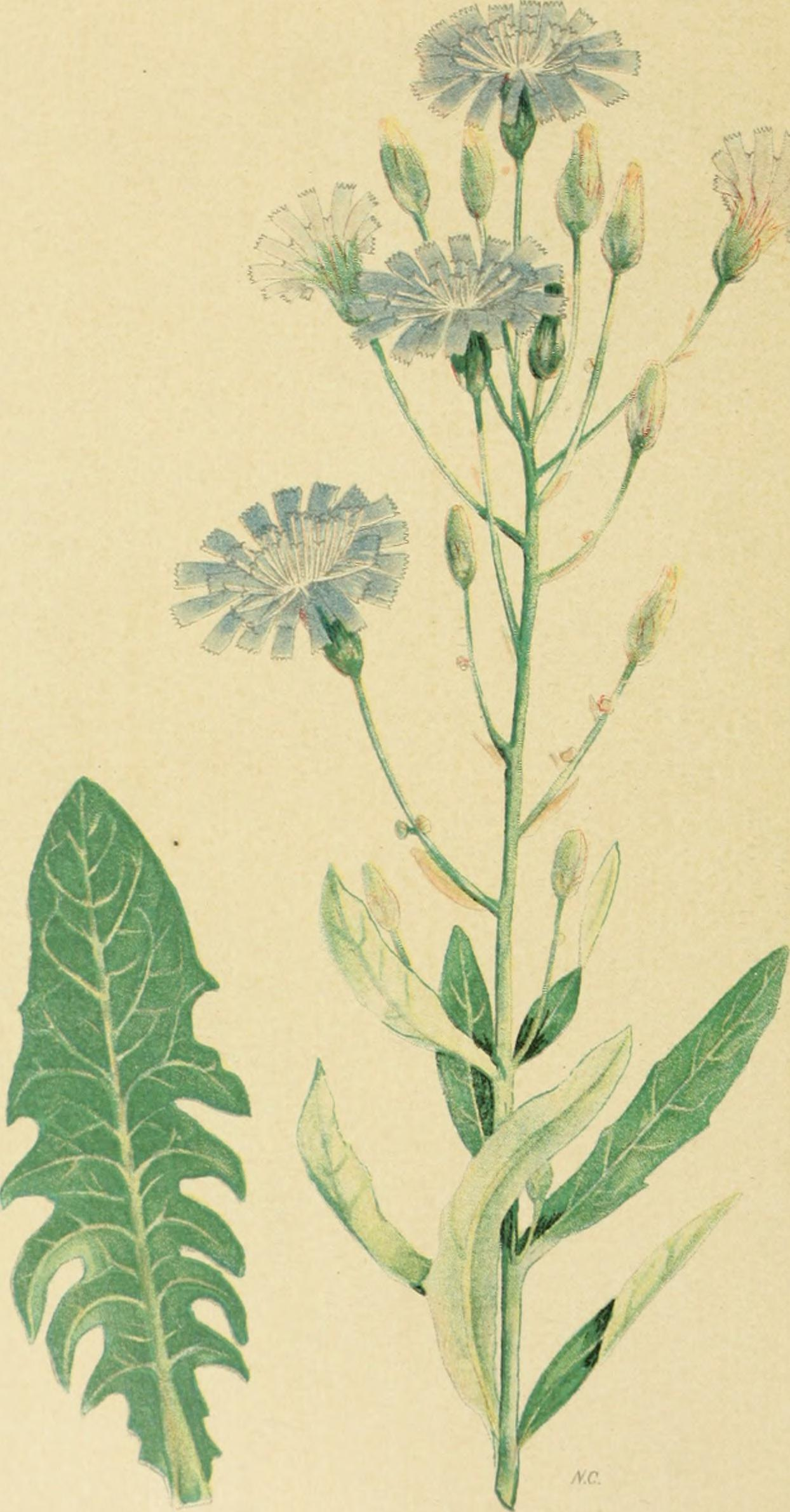
Ботаническая иллюстрация

Многолетнее травянистое растение с многоярусной корневой системой, дающее отпрыски, с млечным соком. Стебли прямостоячие, 15—100 см высотой, в верхней части ветвящиеся, тонковойлочные или голые.
Листья сизоватые, голые, нижние и средние стеблевые листья от эллиптических до линейных в очертании, на конце острые или тупые, 6—19 см длиной, перисто-рассечённые, перисто-лопастные или выемчато-зубчатые, с цельным, зубчатым или шиповатым краем, боковые лопасти в 2—5 парах, треугольно-эллиптические, конечная лопасть от ланцетной до узкотреугольной. Верхние листья сходные с нижними, менее глубоко надрезаны и меньших размеров.
Корзинки до 1,4 см в диаметре, собраны в кистевидное или щитковидное метёльчатое общее соцветие. Обёртка 1,1—1,4 см длиной, при плодоношении до 2 см, листочки часто красноватые, перепончатые. Цветки в числе около 20, все язычковые, сиренево-голубые, редко белые.
Плоды — семянки почти чёрного цвета, сплюснуто-цилиндрические до узкоэллиптических, с обеих сторон с 5—7 рёбрами, с тонким носиком 1—2 мм длиной, с белым хохолком около 1 см длиной.

## Распространение и экология
Широко распространён в Евразии и Северной Америке, встречается на полях, на пустырях, у дорог, у водоёмов.

## Значение и применение
Обычное сорное растение, антропохор, засоряющее посевы пропашных культур.
Отмечены случаи падежа лошадей после выпаса на засоренных молоканом татарским участках.

## Таксономия

### Синонимы
- Agathyrsus tataricus (L.) D.Don, 1829
- Cicerbita tatarica (L.) Sosn., 1945
- Crepis charbonnelii H.Lév., 1913
- Lagedium tataricum (L.) Soják, 1961
- Mulgedium runcinatum Cass., 1824
- Mulgedium tataricum (L.) DC., 1838
- Sonchus lactucoides Bunge, 1833
- Sonchus tataricus L., 1771basionym
- Wiestia tatarica (L.) Sch.Bip., 1841

и другие.